# Кункель, Иоганн

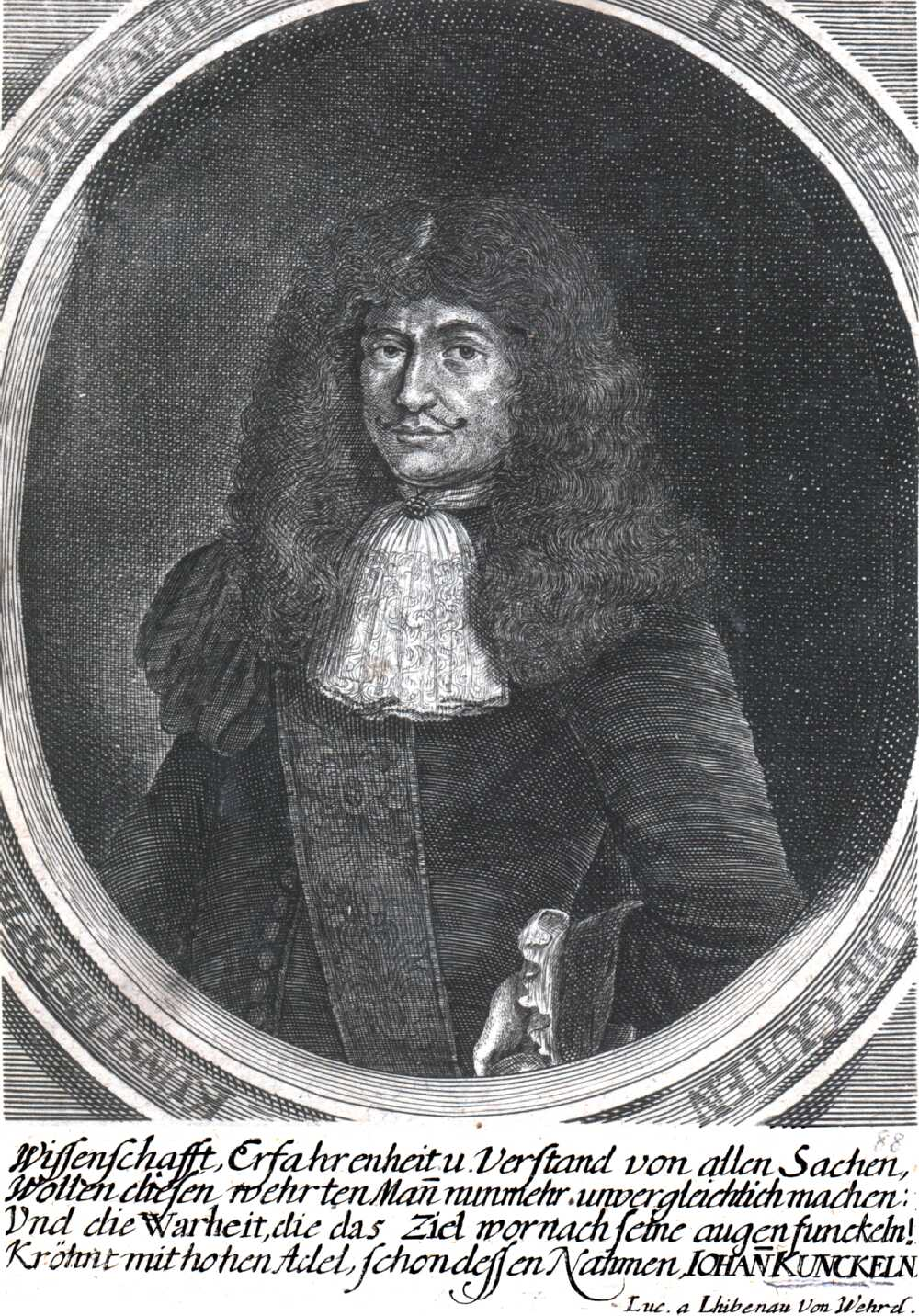
Иоганн Кункель

Иоганн Кункель, Кункель фон Лёвенштерн (нем. Johannes Kunckel, Kunckel von Löwenstern; 1630, Виттенберг (Саксония-Анхальт) — 20 марта 1703, Стокгольм) — немецкий алхимик, естествоиспытатель и мастер стеклоделия.

## Биография
Иоганн Кункель был членом большой семьи потомственных немецких живописцев и резчиков по стеклу. Его отец был придворным алхимиком и мастером-стеклоделом при дворе Гольштейна. Изучал аптечное дело и химию металлов. Иоганн Кункель с 1659 года служил алхимиком и фармацевтом при дворе герцога Саксен-Лауэнбургского с обычным для таких должностей титулом камердинера. Он проводил эксперименты по разделению металлов и экспериментировал с фосфором, веществом, которое было особенно популярным у алхимиков того времени. В поездках, в том числе в Венецию и на остров Мурано, центр производства стекла, он приобрёл первые знания в этой области.
Позднее Иоганн находился на службе у курфюрста саксонского Иоганна Георга II, который сделал его своим «тайным камердинером» и поставил во главе «секретной лаборатории» в Дрездене. С этим периодом жизни алхимика связан исторический анекдот. Когда Кункель в 1677 году напомнил курфюрсту о невыплаченной зарплате, курфюрст, как говорят, ответил: «Если Кункель может делать золото, ему не нужны деньги, если он не может этого делать, почему мы должны давать ему деньги?».

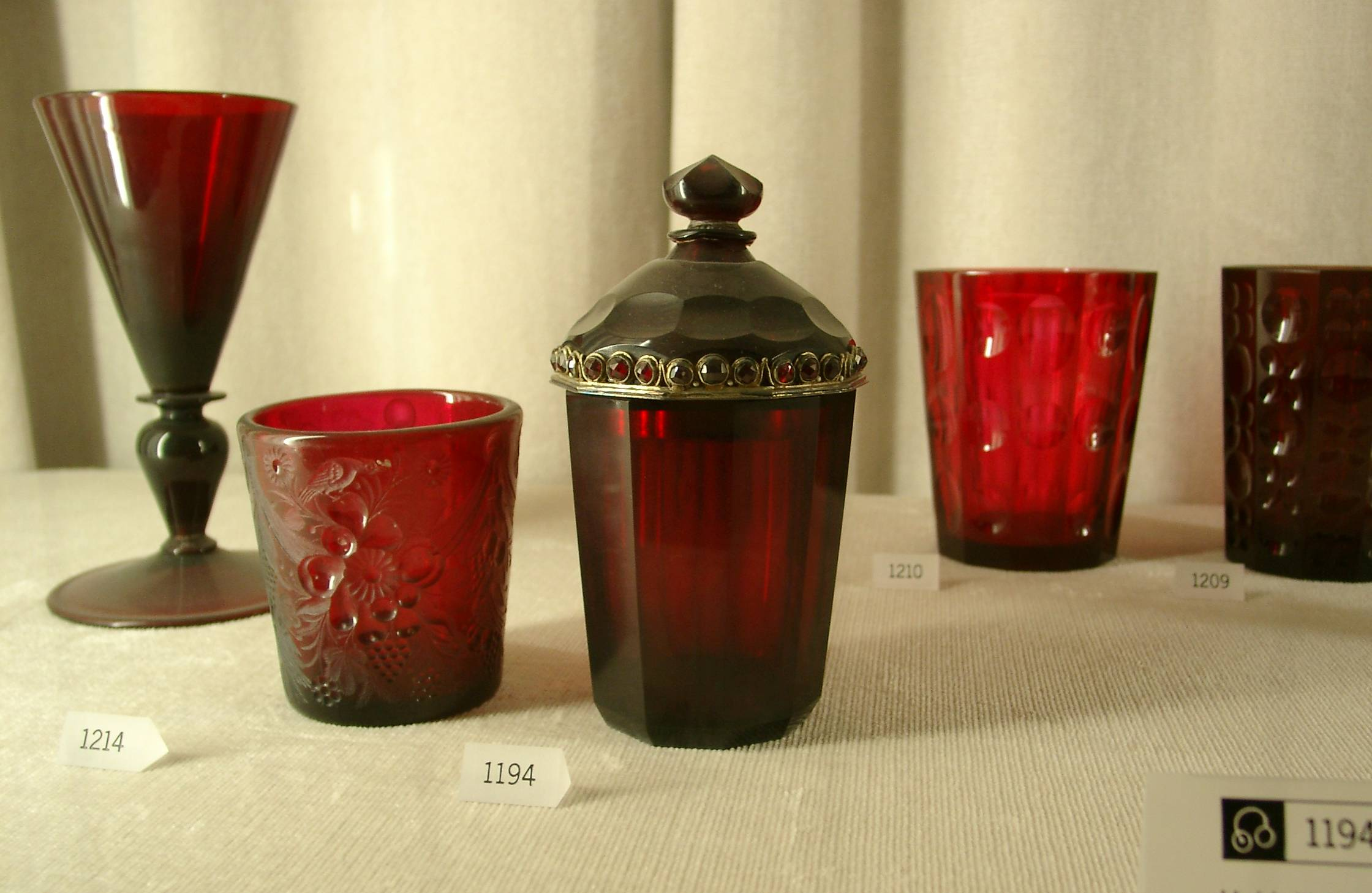
«Золотой рубин» И. Кункеля. Сокровищница Резиденции, Мюнхен

Интриги, затеянные против «тайного камердинера», заставили его уйти с этой должности в 1677 году, и какое-то время он читал лекции по химии в Аннаберге и Виттенберге. В 1679 году, приглашенный в Берлин курфюрстом Бранденбургским Фридрихом Вильгельмом I («Великим курфюрстом»), Иоганн Кункель стал директором лаборатории и управляющим мастерскими по производству стекла в Потсдаме. Он владел домом на Клостерштрассе в Берлине. Поскольку курфюрст предоставил ему монополию на производство и продажу открытого им «золотого рубина» (ярко-красного стекла), Кункель относительно быстро разбогател.
Курфюрст был настолько доволен работой Кункеля, что в 1685 году подарил ему остров Пфауэнинсель (тогда: Пфауэнвердер в окрестностях Берлина) «в наследство и собственность», освободил его и его служащих от всех налогов и повинностей, что позволило Кункелю строить новые стекловаренные печи и прочие вспомогательные производства. Островное расположение, также как на венецианском Мурано, было защитой от риска возгорания, исходившего в то время от стекольных печей.
В 1688 году умер покровитель Кункеля, великий курфюрст. Его преемник отказался от всякой поддержки искусства стеклоделия. Когда советники нового курфюрста спросили Кункеля о пользе его дорогостоящей деятельности, он ответил: «Блаженный курфюрст был любителем редких и любопытных вещей и радовался, когда совершалось что-нибудь красивое и изящное. Я не могу ответить на вопрос, какая от этого польза».
Годовой судебный процесс по обвинению Кункеля в растрате материальных средств закончился без доказательства вины, но с приговором к возврату 8000 талеров, что нанесло ущерб репутации алхимика. В дополнение ко всем несчастьям большой пожар, случившийся в 1689 году, уничтожил его стекольную фабрику и лабораторию.
Когда 1692 году король Швеции Карл XI пригласил Кункеля в Стокгольм он продал свой городской дом в Берлине, выплатил долги и уехал «без копейки в кармане». Шведский король пожаловал ему в 1693 году дворянство под именем фон Лёвенштерн-Кункель (в немецком варианте: Кункель фон Лёвенштерн) и сделал его членом Горного совета (Bergskollegium).

## Достижения в области химии
Научные воззрения Кункеля не превосходили уровень знаний его современников. Он считал, например, что ртуть является составной частью всех металлов и видел в этом отличие минеральных веществ от органических, которые не содержали этого металла. Однако Кункель разделил с Р. Бойлем заслугу совершенствования химического процесса, с помощью которого Хенниг Бранд из Гамбурга в 1669 году получил чистый фосфор. Купив у Брандта секрет получения фосфора, Кункель улучшил способ приготовления этого элемента, подробно описал свойства фосфора и публично демонстрировал опыты с ним. Одна из фосфорных модификаций (Р4) получила название «фосфор Кункеля». Он также изучал выпадение серебра и золота из растворов при действии железного купороса или органических веществ.
Его работа также включала наблюдения над природой солей и изучение процессов получения чистых металлов. Будучи алхимиком, он высмеивал понятие «универсального растворителя» и осуждал мошенников, претендовавших на секрет превращения металлов. Тем не менее в своём «Экспериментальном подтверждении химической философии» он утверждал, что достиг по крайней мере трёх различных трансмутаций и считал ртуть составной частью всех металлов и тяжелых минералов.

## Достижения в стеклоделии
Кункель прославился исследованиями по технологии изготовления цветного стекла. Он возродил древнеримскую технику «межстеклянного золочения» (помещения золотой фольги между стенок горячей заготовки изделия). Эта техника получила дальнейшее развитие в изделиях знаменитого богемского стекла XVII—XVIII веков. В 1684 году в Потсдаме Кункель разработал рецепты окрашивания горячей стеклянной массы на основе золей металлов, в частности получения ярко-красного стекла добавлением небольшого количества коллоидно-дисперсного золота (0,0001 % масс.). Такое стекло получило в дальнейшем название «золотой рубин». В общих чертах эта технология был известна ещё в античности, она изложена алхимиком Антонио Нери в трактате «Искусство стеклоделия, разделённое на семь книг» (L’arte vetraria distineta in libri sette, 1612), но качество окраски связало такое стекло с именем Кункеля.
Кункель первым стал использовать коллоидный раствор золота в «царской водке» (смеси азотной и соляной кислот), а затем нагревал смесь до 600—700° С (так называемая наводка). В растворе «выращиваются» металлические кристаллы. Чем продолжительнее наводка, тем чище и ярче алый цвет. Использование частиц серебра тем же способом даёт золотисто-жёлтый цвет, меди — тёмно-красный, «вишнёвый» цвет, иначе: «медный рубин».

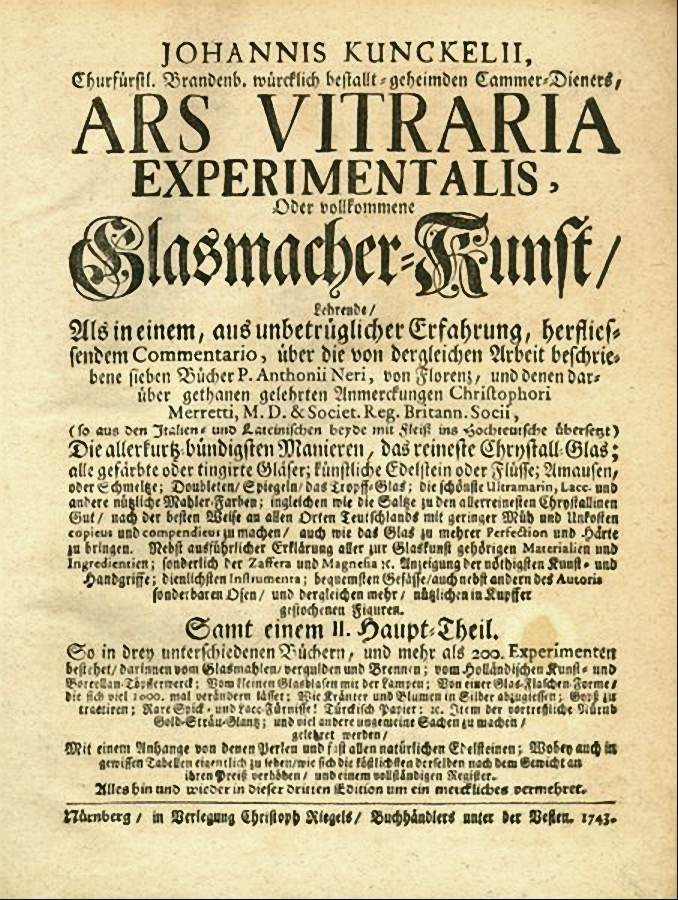
Титульная страница трактата «Экспериментальное искусство стеклоделия, или Совершенное искусство изготовления стекла». Издание 1743 г.

«Золотой рубин» по его рецепту использовали на многих европейских мануфактурах, в том числе на Императорском стеклянном заводе в Санкт-Петербурге. В России рецепт получения рубинового стекла разработал М. В. Ломоносов, сначала в химической лаборатории на Васильевском острове в Санкт-Петербурге, затем на основанной им фабрике в Усть-Рудице в окрестностях
Ораниенбаума. Европейское рубиновое стекло имеет характерный кроваво-красный цвет, иногда с коричневатым оттенком, вызванным присутствием железа. Этот элемент в рубиновом стекле является «полезной» примесью, так как способствует быстрому образованию мельчайших частиц золота.
В 1679 году Иоганн Кункель опубликовал книгу «Экспериментальное искусство стеклоделия» (Ars Vitraria Experimentalis oder vollkommene Glasmacher-Kunst), впоследствии неоднократно переиздававшуюся. Книга включает перевод с итальянского на немецкий трактата А. Нери с комментариями. Она была издана в Лондоне. В 1789 году в Нюрнберге появилось посмертное издание работы Кункеля «Совершенное искусство стеклоделия» (Vollständige Glasmacherkunst).
В 1679 году Кункель основал ещё одну стекольную фабрику в Хакендамме, в Потсдаме. Успех имели производимые там цветные стеклянные бусины, так называемые «кораллы», которые использовались Бранденбургской гвинейской компанией для обмена на африканском рынке. Кункель также получал бесцветное, хрустальное стекло.
Последователем Кункеля в технике межстеклянного золочения был немецкий резчик по камню и стеклу Иоганн Сигизмунд Менцель (1744—1810), работавший в Вармбрунне, Силезия. Учеником и последователем последнего был Иоганн Йозеф Мильднер (1764—1808). Он работал в Гутенбрунне и Вене. Другой известный представитель семьи Кункелей — Георг Эрнест Кункель, резчик богемского стекла, ученик С. Шварца. В середине XVIII века он был придворным мастером в Готе (Тюрингия).

## Основные работы
- Экспериментальное искусство стеклоделия, или Совершенное искусство изготовления стекла (Ars Vitraria Experimentalis, oder Vollkommene Glasmacherkunst. Leipzig). 1679, 1689, 1743, 1785.
- Полезные наблюдения или примечания о фиксированных и летучих солях… (Nützliche Observationes oder Anmerkung Von den fixen und flüchtigen Salzen, Auro und Argento potabili …). 1676, 1678.
- Публичная переписка, из «Phosphoro mirabeli» и его светящихся чудесных пилюль … (Oeffentliche Zuschrift, Von der Phosphoro mirabeli und dessen leuchtende Wunder-Pilulen …). 1678.
- Три принципа химии (Von den Principiis Chymicis, Salibus Acidis und Alcalibus, Fixis und Volatilibus). 1677
- Послание против духа вина без кислоты (Epistola contra Spiritum Vini sine Acido…) 1684.
- Собрание физико-химических опытов в химической лаборатории (Collegium physico-chymicum Experimente или Laboratorium chymicum). 1716.